# Rolls-Royce Trent 500
Trent 500 – silnik turbowentylatorowy, dwuprzepływowy o dużym stosunku dwuprzepływowości. Wytwarzany przez brytyjską firmę Rolls-Royce. Ten silnik został stworzony do napędzania samolotów Airbus A340 w wersjach -500/-600. Silnik należy do rodziny Trent.

## Historia
W 1995 Airbus rozpoczął poszukiwania nowego silnika do dwóch nowych wersji czterosilnikowego samolotu Airbus A340 oznaczonych jako A340-500/-600. Istniejące wersje A340-200/-300 są napędzane przez silniki CFM56-5, które zostały wybrane w 1987, kiedy jeszcze nie produkowano silników z serii Trent. Jednak silnik CFM56 nie byłby w stanie osiągnąć odpowiedniego ciągu, aby napędzać nowe samoloty. W kwietniu 1996 Airbus podpisał umowę z General Electric do zaprojektowania odpowiedniego silnika, jednak umowę zerwano, ponieważ GE zażądał umowę wyłączności oferowania silników na A340. Po konkursie pomiędzy Pratt & Whitney i Rolls-Royce, Airbus podczas targów Paris Air Show w 1997 wybrał silnik Trent 500 do rozwojowych wersji A340.
Pierwsze testy rozpoczęły się w maju 1999, certyfikat uzyskał w grudniu 2000. W 2002 silnik wszedł do czynnej służby, kiedy to pierwszy komercyjny lot wykonał Airbus A340-600 linii Virgin Atlantic Airways. Najwięcej samolotów (21) napędzanych silnikami Trent 500 posiada Lufthansa.